# Krásné Údolí
Krásné Údolí — miasto w Czechach, w kraju karlowarskim, w powiecie Karlowe Wary.
Według danych z 1 stycznia 2024, liczba mieszkańców miasta wynosi 390 osób (3476. miejsce w kraju wśród miejscowości; 601. miejsce wśród miast).

## Demografia
| Rok             | 2008 | 2016 | 2024 |
| --------------- | ---- | ---- | ---- |
| Liczba ludności | 442  | 408  | 390  |